# نوکیا ان۹۰
نوکیا ان۹۰ یک‌نمونه از گوشی‌های تلفن همراه سری ان شرکت نوکیا می‌باشد که توسط همین شرکت به بازار عرضه شده‌ بود.